# Архиепархия Кигали

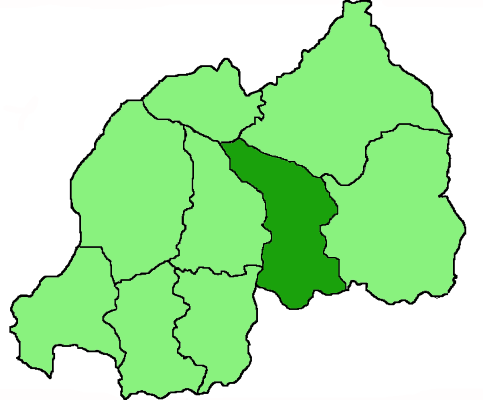
Карта архиепархии Кигали

Архиепархия Кигали (лат. Archidioecesis Kigaliensis) — архиепархия Римско-Католической церкви с центром в городе Кигали, Руанда. В митрополию Кигали входят епархии Бьюмбы, Бутаре, Гиконгоро, Кабгайи, Кибунго, Ньюндо, Рухенгери, Чьянгугу. Кафедральным собором архиепархии Кигали является церковь святого Михаила Архангела.

## История
10 апреля 1976 года Римский папа Павел VI издал буллу «Cum Venerabiles», которой учредил архиепархию Кигали, выделив её из архиепархии Кабгайи, статус которой одновременно был понижен до уровня епархии.
Во время гражданской войны был убит первый архиепископ Кигали Винсент Нсенгиюмва.

## Ординарии архиепархии
- архиепископ Винсент Нсенгиюмва (10.04.1976 — 7.06.1995);
- архиепископ Тадде Нтихиньюрва (9.03.1996 — 19.11.2018);
- кардинал Антуан Камбанда (19.11.2018 — по настоящее время).

## Источник
- Annuario Pontificio, Libreria Editrice Vaticana, Città del Vaticano, 2003, ISBN 88-209-7422-3
- Булла Cum Venerabiles Архивная копия от 27 марта 2010 на Wayback Machine, AAS 68 (1976), стр. 393 (лат.)